# Sektion Berlin des Deutschen Alpenvereins

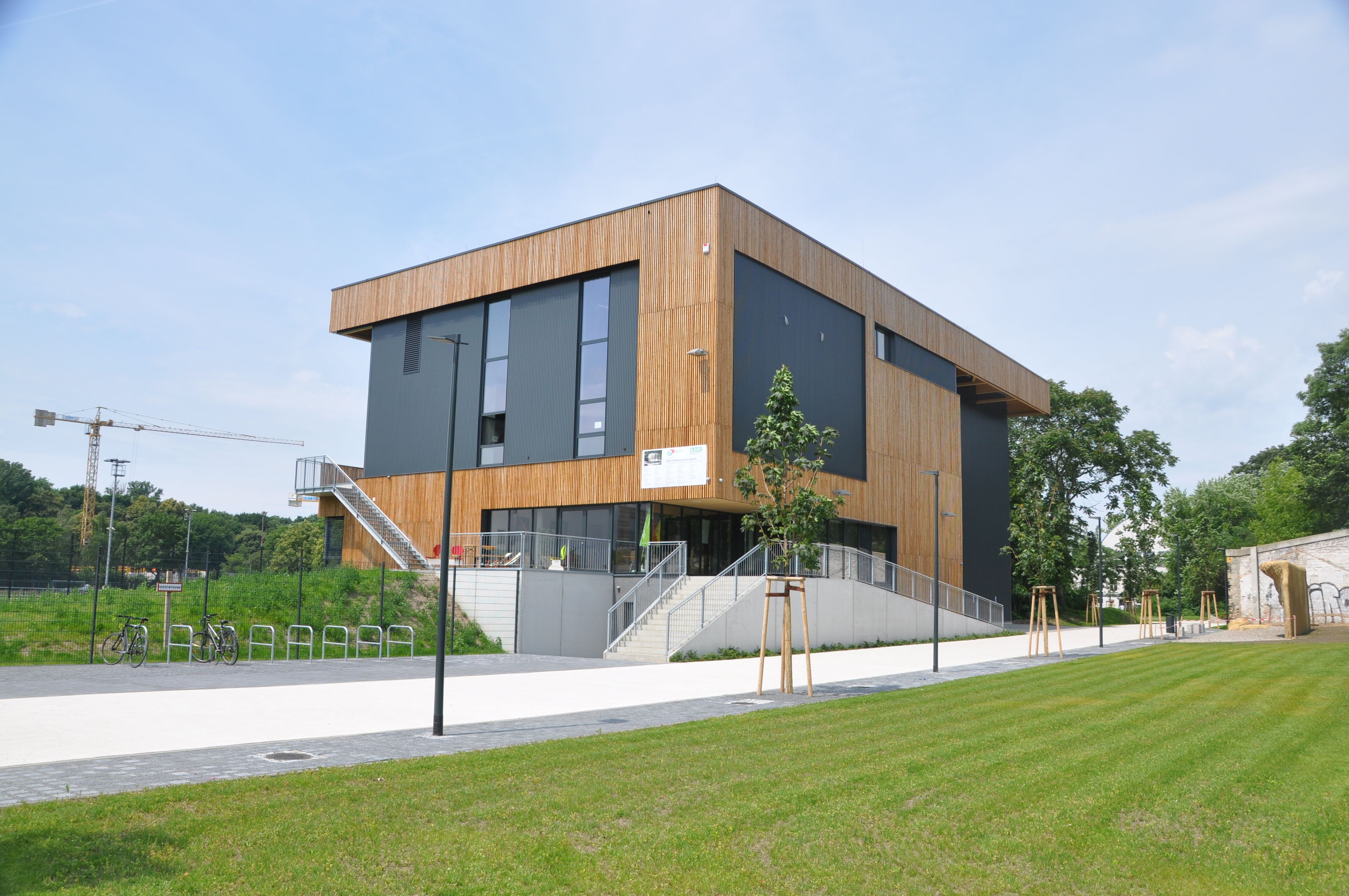
Kletterzentrum der DAV-Sektion Berlin in Berlin-Mitte

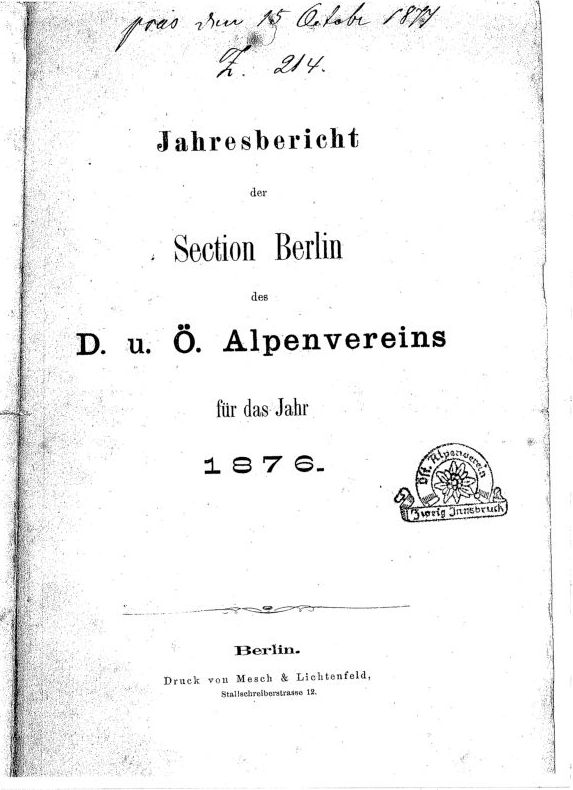
Titelblatt des Jahresberichtes 1876

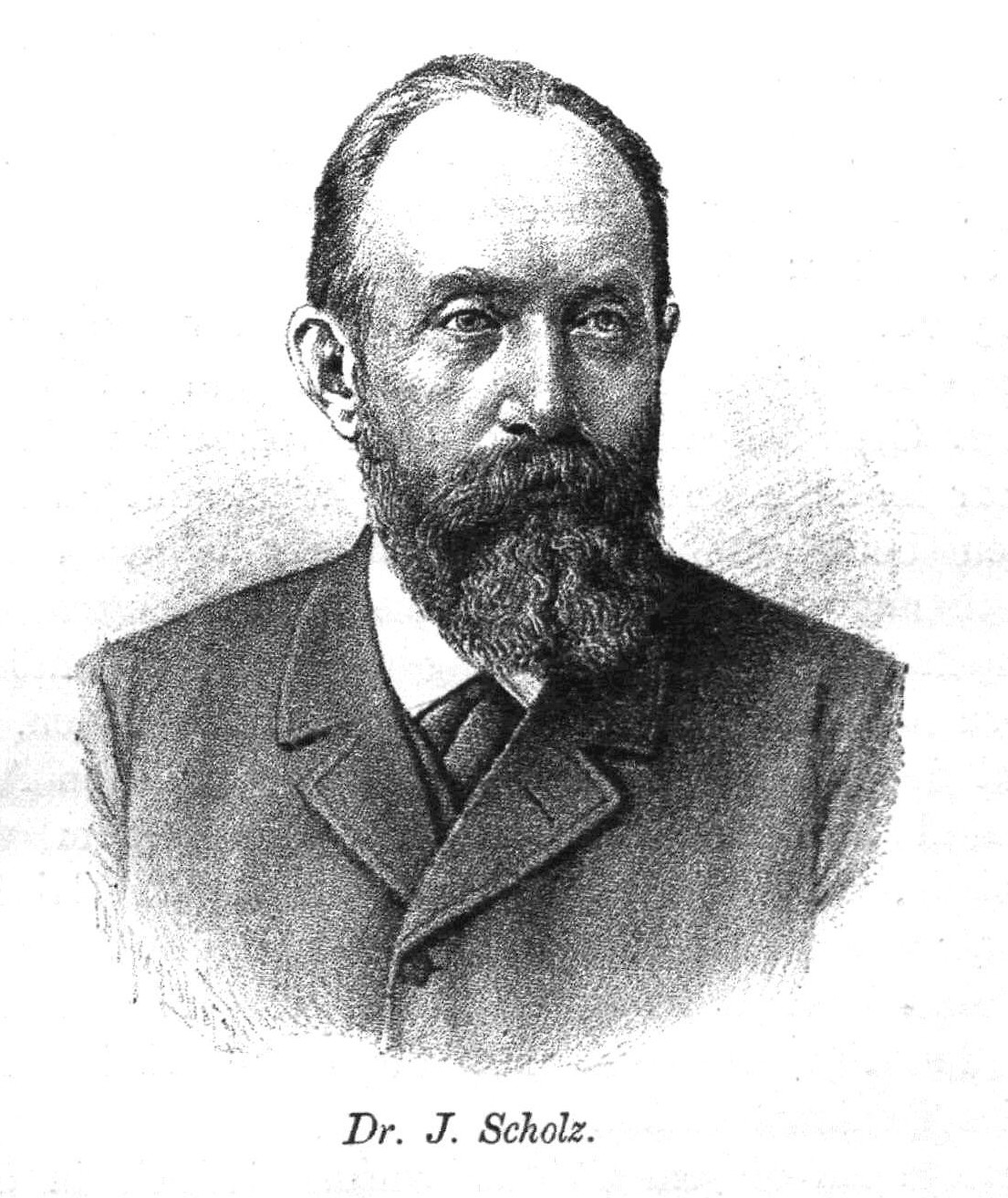
Julius Scholz um 1894

Der Deutsche Alpenverein, Sektion Berlin e. V. ist mit 28.192 Mitgliedern (Stand: 31. Dezember 2024) hinter Union Berlin und Hertha BSC der drittgrößte Sportverein Berlins und die größte Sektion des DAV in Ostdeutschland. Gegründet wurde die Sektion am 3. November 1869 und ist damit die dreizehntälteste Sektion des Deutschen Alpenvereins. Der ursprüngliche Zweck war die wissenschaftliche Erforschung und touristische Erschließung der Alpen. Heute liegt das Schwergewicht auf dem Klettersport, Bergsport und dem Naturschutz. Der Verein veröffentlicht jährlich sechs Ausgaben seiner Mitgliederzeitschrift Berliner Bergsteiger und betreibt neben Outdoor-Kletteranlagen in den Berliner Stadtteilen Grunewald, Schöneberg und Wedding in Berlin-Moabit eine Kletterhalle für seine Mitglieder.

## Geschichte bis 1918
Nach dem Gründungsaufruf zu einem Allgemeinen Deutschen Alpenverein im Juni 1869 durch bekannte Alpinisten aus Baden, Bayern und Österreich sollten sich nach München in vielen weiteren deutschen Städten sogenannte Sectionen gründen. Für Berlin waren der Stadtgerichtsrat H. Deegen, Gymnasialprofessor Wilhelm Hirschfelder, Wilhelm Koner und Julius Scholz Gründungsmitglieder. Scholz war der erste gewählte Vorsitzende der Sektion und amtierte bis Januar 1898. 1875 beschloss die Versammlung der 47 Mitglieder den Bau einer Schutzhütte. 1877 einigte man sich nach einer Exkursion der Vorstandsmitglieder, dem Buchhändler Enno Schumann und einem Polizeirat Lange, auf einen Standort in den Zillertaler Alpen. Schumann kaufte an der Schwarzensteinalpe ein 1200 m² großes Grundstück, die Bauarbeiten an der Berliner Hütte begannen im August 1878 und endeten im Juli 1879. Unter den ersten Gästen waren die Brüder Emil und Otto Zsigmondy, die von dort aus mit August von Böhm und Alexander Ritter von Worafka neue Routen in der Umgebung erkunden wollten.
Die Sektion verfügte bereits von Anfang an in Berlin über eine umfangreiche Alpinbibliothek, die von einem Bibliothekar verwaltet wurde. Die Mitgliederzahl stieg stetig, sodass im Jahre 1880 bereits über 140 Mitglieder verzeichnet waren. Neben der alpinistischen Betätigung wurden auch durch damals berühmte Alpinisten und Naturwissenschaftler Vorträge gehalten und kulturelle Veranstaltungen, wie Kunst- und Fotoausstellungen, aber auch Feste und Bälle durchgeführt. Die Mitgliederzahl stieg Ende der 1880er Jahre auf über 500. Bankiers, Wissenschaftler und Beamte stellten die Mehrheit der Mitglieder, die der Sektion große Einnahmen garantierten, so dass im Jahre 1888 der Bau einer neuen Hütte, dem Furtschaglhaus begonnen werden konnte. Ein Fabrikbesitzer F. Bast aus Berlin N. 24 stiftete für die Berliner Hütte ein Wandrelief, das Kaiser Wilhelm I. darstellte und für die neu zu bauende Hütte eins mit der der Abbildung Kaiser Friedrichs III. Durch den Bau der Hütten verstärkte sich der Tourismus der Gegend, der die Anlage neuer Wege nötig machte. Das Furtschaglhaus war im August 1889 fertig gestellt worden, auch hier flossen stetig steigende Einnahmen in die Kasse der Sektion, die nun über 600 Mitglieder zählte.
Die 1889 vergrößerte Bibliothek in den Räumen der Schlaraffia am Anhalter Bahnhof hielt Abonnements der periodischen Veröffentlichungen aller europäischer Alpenvereine und -clubs. Im Jahr 1893 wurde das 1000. Mitglied aufgenommen. Arbeiter waren nicht in der Sektion vertreten. Nur mit zwei Paten und einem aufwendigen Prüfverfahren war eine Aufnahme möglich, wobei auf durchgeführte alpine Unternehmungen, dokumentiert in einem Tourenbuch, Bildung und Umgangsformen und natürlich finanzielle Verhältnisse geachtet wurde. In manchen Jahren lehnte der Vorstand bis zu 20 % der Bewerber um eine Mitgliedschaft ab. Weiterhin stellten vor allem gut betuchte Fabrikanten, Bankiers, Hoflieferanten, Ärzte und Höhere Beamte die Mitglieder. Frauen waren in der Sektion Berlin als Mitglieder ebenfalls nicht zugelassen, durften aber die Hütten besuchen. Nur die österreichische Sektion Zillertal hatte in ihrer Satzung keine ausdrückliche Regelung, dass nur Männer aufgenommen werden durften. Daher traten Berliner Bergsteigerinnen Ende des 19. Jahrhunderts in die Sektion Zillertal ein und ließen 1898 einen eigenen großen Saal an die Berliner Hütte anbauen. 1895 kaufte die Sektion Berlin für 6500 Gulden die gesamte Schwarzensteinalpe im oberen Zemmgrund und wurde dadurch Großgrundbesitzer im Hochgebirge. Durch Naturereignisse geschädigten Gemeinden im Alpengebiet wurde finanzielle Unterstützung gewährt. So erhielt das Dorf Windischmatrei, das von einem Hochwasser überflutet wurde, 50 Fl. zur Unterstützung seiner Bergführer und das italienische Caprile im Piemont, das durch ein Feuer zerstört wurde, 150 Lire. Den Bau einer dritten Hütte begann die Sektion 1897 im Habachtal, die Habachhütte. Dieser Bau wurde Ende 1914 durch eine Lawine zerstört, heute steht an der Stelle die neue Thüringer Hütte.
Berlin entwickelt sich im späten 19. Jahrhundert sehr schnell zu einer europäischen Großstadt, was sich auch in der Sektion bemerkbar machte, sie expandierte auf allen Ebenen. Das alljährlich in der Krolloper stattfindende Winterkostümfest wurde 1898 von über 2800 Gästen besucht, ein Jahr später waren es über 3000, die Habachhütte war pünktlich zum Saisonbeginn am 30. Juni 1898 fertiggestellt und die Mitgliederzahl überstieg die 2000er Grenze. Die wirtschaftliche Entwicklung konnte, wie die Kassenberichte jener Zeit zeigen, nicht besser sein, besonders die zahlreichen Feste brachten viel Geld ein. Doch auf der Hauptversammlung von 1898 mussten Zweifel an der Haltung der Sektion Berlin zum Gesamtverein DOeAV ausgeräumt werden. Die Berliner wurden in jenen Jahren von anderen Sektionen offenbar skeptisch betrachtet.
Der Mitgliederversammlung im Herbst 1898 fasste den Beschluss, auf der Einsattelung zwischen dem Monte Zebrù und dem Ortler eine weitere Schutzhütte zu errichten, die Hochjochhütte auf 3535 m s.l.m. Höhe, die 1901 fertiggestellt und im Gebirgskrieg 1915 durch Brandstiftung zerstört wurde. Für 11.000 Mark kaufte die Sektion Berlin im Jahre 1900 die Olpererhütte und die Rifflerhütte von der Sektion Prag und verfügte damit über vier Schutzhütten in den Zillertaler Alpen und eine den Hohen Tauern. Durch die Eröffnung der Zillertalbahn, 1901, erfuhr der Tourismus eine weitere Steigerung, was sich in den Übernachtungszahlen in den Hütten niederschlug, so hatte 1901 die Berliner Hütte 4575 Übernachtungsgäste. Die Vorträge in Berlin umfassten nun auch vermehrt Berichte über Bergfahrten und Reisen in Südamerika, Ostafrika und Asien. Der Versammlungsraum der Schlaraffia am Anhalter Bahnhof konnte die wachsende Besucherzahl oft nicht mehr fassen, doch es war unmöglich im Stadtzentrum einen angemessenen verkehrsgünstig gelegenen Saal zu finden. Ärger hatte die Sektion 1904 mit angeblich falscher Berichterstattung über ihr Winterfest bei Kroll in der Berliner Presse, die den Ball als zu ausschweifend und daher bedenklich bezeichnete.
Wegen des seit 1899 geplanten und 1904 begonnenen Baues einer weiteren Hütte auf dem Tuckett-Pass in der Brenta, benannt nach Francis Fox Tuckett, gab es Streit mit der Società degli Alpinisti Tridentini, die ältere Rechte für den Hüttenbau geltend machte und den Berlinern vorwarf nicht den Alpinismus zu fördern, sondern eine alldeutsche Propaganda zu verbreiten. Vordergründig waren Unklarheiten über die Besitzverhältnisse des Baugrunds die Ursache der Fehde. Im Endeffekt standen ab 1905 zwei konkurrierende Häuser in unmittelbarer Nachbarschaft auf dem Pass, eine Tuckettpasshütte der Sektion Berlin und das Rifugio Q. Sella, benannt nach Quintino Sella, erbaut von der S.A.T. Im Jahresbericht 1907 der Sektion schrieb der Realschuldirektor und Vorstandsmitglied Hermann Krollick leicht schadenfroh, dass die Tuckettpass-Hütte schon jetzt einen ungemein starken Besuch aufweist (über 1000 Gäste) [...], und das trotz der Missgunst der Irredentisten, deren Hütte mangels Besuch in diesem Sommer geschlossen war. Immerhin lobte er die Enthüllung eines Bronzereliefs am Rifugio, das den Alpinisten Quintino Sella zeigt. Diese Vorboten einer Rivalität, die auch zum Ersten Weltkrieg führten, waren bereits zu fühlen. 1907 waren über 3000 Mitglieder in der Sektion Berlin, die Sektion vergab an junge Studenten Stipendien in Höhe von 300 Mark für wissenschaftliche Reisen.
1910 war auf dem Tuckettjoch das Verhältnis zwischen Berlinern und Italienern wieder in Ordnung, denn die Sektion finanzierte eine 800 Meter lange verzinkte Wasserleitung aus Mannesmannröhren vom Gletscher zu den beiden Hütten. Zuvor musste das Wasser über eine Strecke von einem Kilometer von Trägern transportiert werden. 1911 hatte die Berliner Hütte ihren maximalen Ausbauzustand erreicht und war damit die größte Schutzhütte der Alpen. Die Sektion Berlin befand sich auf dem Höhepunkt ihres Selbstbewusstseins. Den Winterball 1911 besuchten über 4000 Gäste. 1912 wurde ein Überschuss von 16.000 Mk erzielt. Doch fortan sollten diese Feste nicht mehr in der damals abrissbedrohten Krolloper stattfinden, sondern im moderneren Neuen Westen Berlins. Am Bahnhof Zoologischer Garten fand man passende Säle und schloss einen mehrjährigen Vertrag ab.
Im November 1914 gab es in der Jahresversammlung der Sektion eine große Debatte über die Aufnahme von Frauen als vollwertige Mitglieder. Doch der Beginn des Ersten Weltkrieges verlagerte die Schwergewichte. Nach ausführlichen begeisterten patriotischen Bekundungen im Jahresbericht 1914 beklagte der Vorstand 16 im Felde gefallene Mitglieder. Es sollten noch viel mehr werden. Bereits im August 1914 stellte die Sektion 10.000 Mk für Kriegswohlfahrtszwecke bereit. Finanziell machte die Sektion zum ersten Mal in ihrer Geschichte Verlust, da die Besucherzahlen auf den Hütten aufgrund des Krieges einbrachen und kein lukrativer Winterball mehr stattfand.
Schon 1915 war die patriotische Begeisterung für den Krieg vorbei. Der Vorsitzende, der Geheime Oberregierungsrat Leo Holtz, schrieb in seinem ambivalent bemerkenswerten Bericht von einem furchtbaren Weltkrieg, der Europa in ein loderndes Flammenmeer verwandelt habe. Auch die Hoffnung auf einen baldigen Frieden sei vorbei, unsere Feinde sehen ein, daß sie ihr Ziel, Deutschland und seinen ihnen so verhaßten Militarismus zu zerschmettern, im ehrlichen Kampfe niemals erreichen werden. Und hoffen durch einen Erschöpfungskrieg uns finanziell und wirtschaftlich so zu schwächen, daß wir einem Frieden zustimmen müssen, der nicht nach dem Geschmack der Mittelmächte war. Die Mitgliederzahl stagnierte und 1915 fielen 25 Berliner Bergsteiger auf dem Felde der Ehre. Die Hochjochhütte am Ortler war durch Kriegshandlungen zerstört und die Berliner Hütte wurde durch das Militär belegt. Bereits ein Jahr vorher, zerstörte eine Lawine die Habachhütte, die Vereinstätigkeit beschränkte sich auf die Verwaltung. 1916 litt die regelmäßige Vereinspublikation Mitteilungen der Sektion Berlin unter Zensurschwierigkeiten, Papiermangel und gestiegenen Druckkosten. Das Sektionsbüro musste das Haus Schlaraffia am Enckeplatz auf Grund einer militärischen Inanspruchnahme verlassen und zog in die Potsdamer Straße.
1917 war die Stimmung in der Sektion Berlin schlecht. Die Mitgliederzahl sank unter 3000, 65 Bergkameraden waren bis dahin gefallen, an Bergtouren oder Skilauf war nicht zu denken, Vorträge fanden nur noch sehr eingeschränkt statt und Feste überhaupt nicht mehr. Langsam setzte sich im Vorstand die vage Erkenntnis durch, dass der Krieg vielleicht doch nicht mehr zu gewinnen sei. Immerhin zum ersten Mal in der Sektionsgeschichte hielt eine Frau, die Fotojournalistin Alice Schalek, einen Vortrag über die militärischen Heldentaten der Isonzoarmee, den sie singend mit dem Lied Heil dir im Siegerkranz einleitete. Alice Schalek hatte die 70 Kilometer lange Front am Isonzo in vorderster Linie durchwandert und berichtete als Augenzeugin.

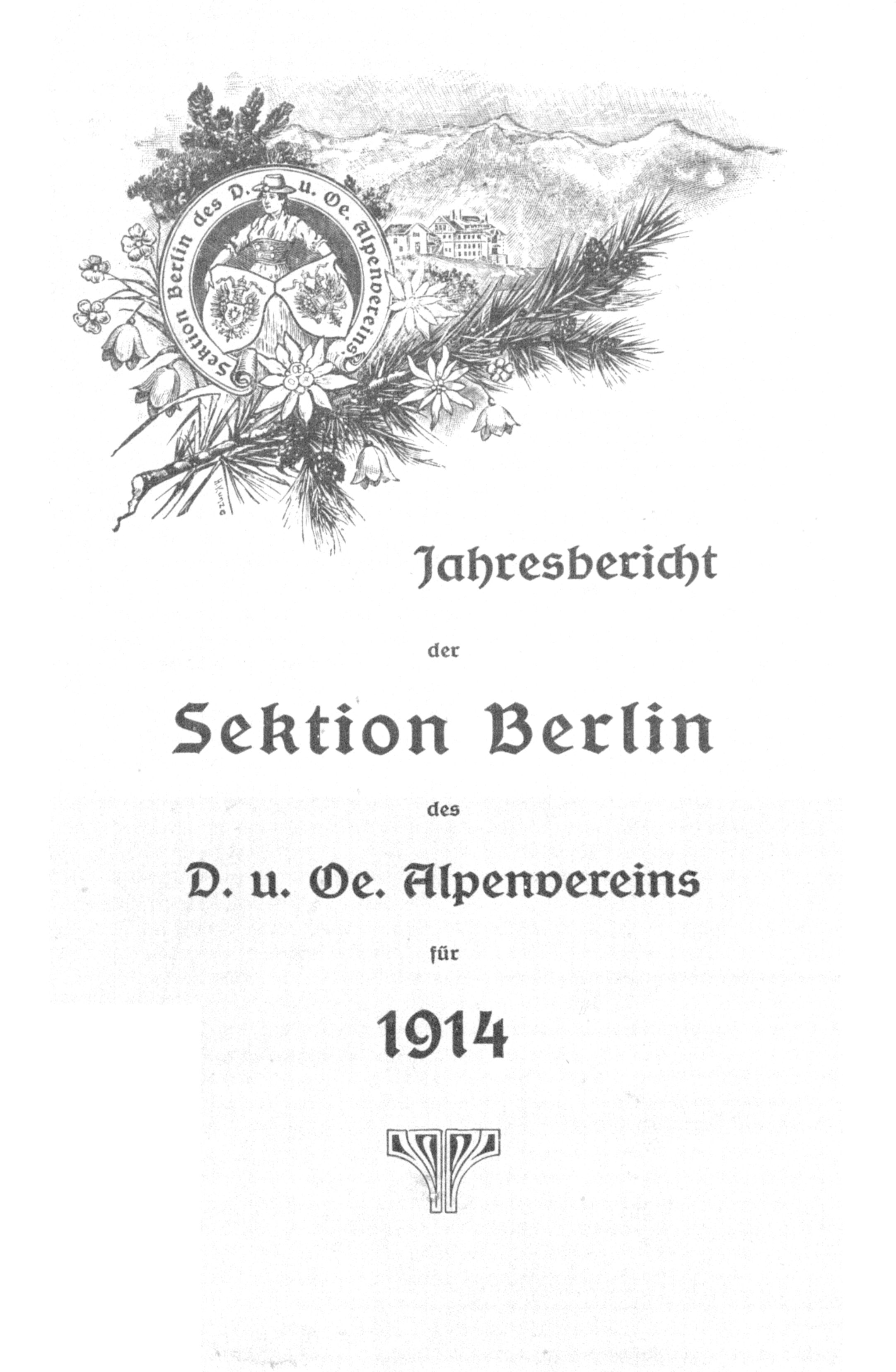
Titelblatt des Jahresberichtes 1914

## Nach dem Ersten Weltkrieg
1918 trieb die Angst vor einem kommunistischen Umsturz nach russischem Vorbild in Deutschland den Vorstand der Sektion Berlin um. Man fürchtete die Revolution in Berlin. Außerdem bedeutete die bis dahin noch ungeklärte Situation Südtirols für die Sektion, die dort zwei Hütten besaß, Probleme. Alle damaligen sechs Groß-Berliner Alpenvereinssektionen waren sich zum ersten Mal einig und beschlossen, einen Anschluss Südtirols an Italien durch einen Aufruf An die Freunde Tirols in der Presse verhindern zu helfen. 1920 beging die Sektion mit ein paar Monaten Verspätung ihr 50-jähriges Jubiläum, eine bescheidene Feier, im ernsten Gewande. 1921 wurde unterhalb der Berliner Hütte ein dem Zeitgeschmack entsprechendes monumentales Ehrenmal für die Kriegstoten begonnen und im gleichen Jahr waren wieder mehr als 3000 Mitglieder in der Liste verzeichnet, es ging offenbar aufwärts.
Etwa je 3000 Mark erbrachte die jährliche Sammlung für die Weihnachtsbescherung armer Kinder im Arbeitsgebiet der Sektion, sowie eine Katastrophenhilfe für das von einem Unwetter heimgesuchte Klausen in Südtirol. Auf der Jahresversammlung am 3. März 1921 stellten Mitglieder der Sektion zum dritten Mal seit 1919 den Antrag auf eine vollwertige Mitgliedschaft für Frauen. Doch die dazu erforderliche Zweidrittelmehrheit wurde wiederum knapp verfehlt. Die in Berlin und in der Provinz Brandenburg ansässigen Sektionen beschlossen 1920 die Gründung eines sogenannten Gauverbandes, der den Zweck hatte, durch Zusammenarbeit wirtschaftliche und regionale Vorteile zu erhalten, wie beispielsweise Reisesonderzüge in die Alpen. Um den Einfluss auf den Zentralverein in München zu vergrößern und besser gemeinsam eigene Interessen durchsetzen zu können, regte die Sektion Berlin die Gründung eines Verbandes mittel- und ostdeutscher Sektionen an. Dieser Verband vertrat die Haltung, dass vom DOeAV alle politischen, konfessionellen und Rassefragen fernzuhalten seien. Diesem im Juni 1920 gegründeten Verband sind aus der Hauptstadt nur die Sektion Berlin und die Akademische Sektion Berlin beigetreten. Andere bereits antisemitisch ausgerichtete Vereine, wie die Sektion Mark Brandenburg, blieben fern.
In der Inflationszeit gab es große Schwierigkeiten Druckpapier für die seit 1900 erscheinende Mitgliederzeitschrift Mitteilungen zu erhalten sowie Kohle zur Heizung der Büroräume. Eine ordnungsgemäße Abwicklung der Geldgeschäfte war in jener Zeit nur durch die geschickte Arbeit des Schatzmeisters Curt Meinhold, Direktor der Deutschen Ueberseeischen Bank, möglich. 1923 empörte sich der Vorstand über die Ruhrbesetzung und sah angesichts der Hyperinflation schwerste Zeiten auf die Sektion zukommen. Reisen in die Berge waren durch die Geldentwertung nicht mehr möglich. Doch 1924 gingen die Geschäfte der Sektion Berlin wieder ihren gewohnten Gang. Die Währung war stabil und die Bergfreunde konnten wieder ihre Ferien in den Bergen verbringen. Über 3500 Mitglieder zählte die Sektion, die Hütten wurden frequentiert und die Alpinbücherei unter der Leitung des Oberbibliothekars der Reichstagsbibliothek, Braatz, konnte wieder ihren Bestand erweitern.

## Haltung zum Antisemitismus

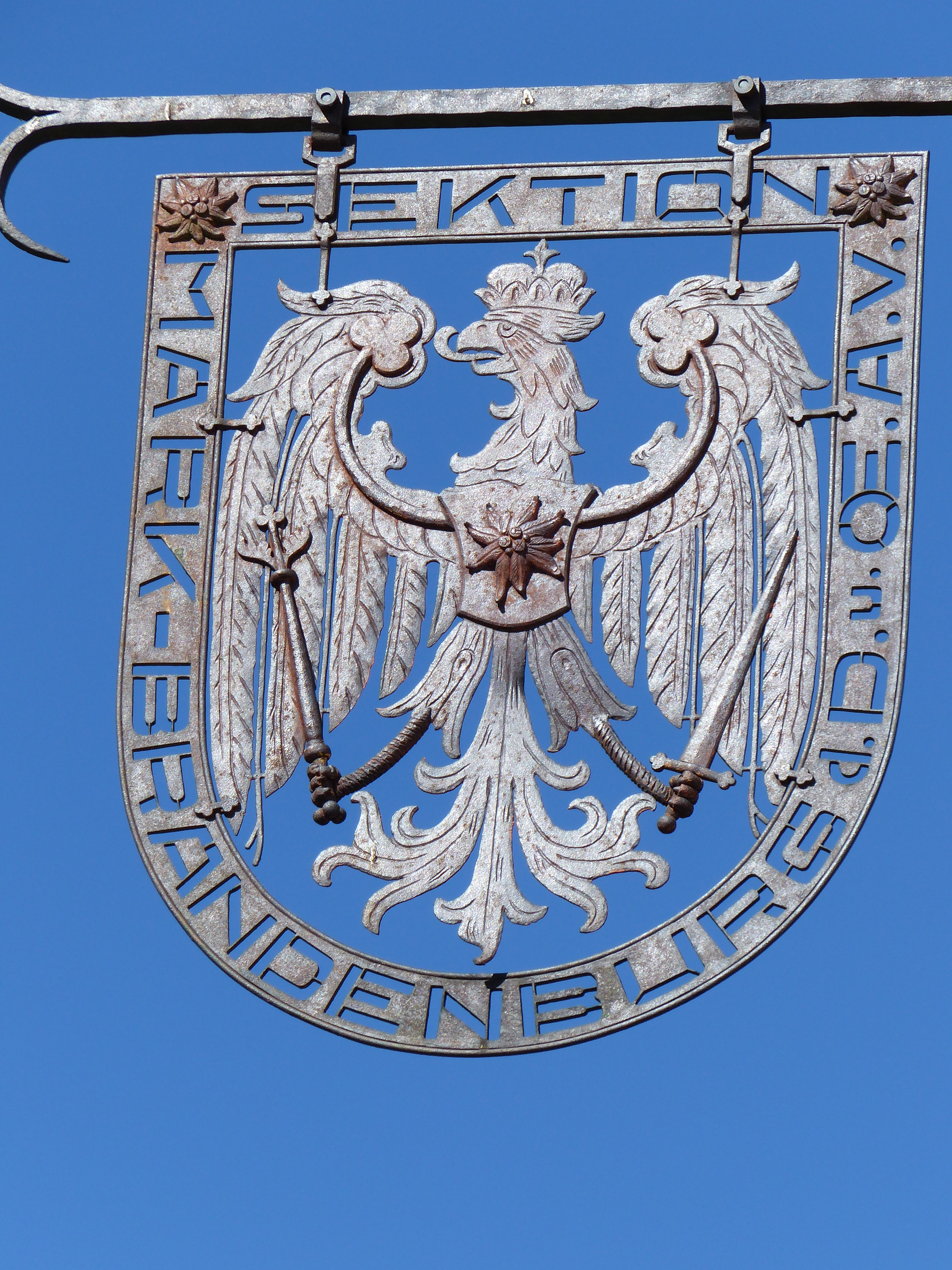
Signet der ehemaligen Sektion Mark-Brandenburg am Hochjochhospiz

Doch in der Sektion Berlin begannen nun die Auseinandersetzungen um den sogenannten Arierparagraphen, den die Berliner Schwestersektion Mark Brandenburg, wie einige andere auch, für ihre Mitglieder eingeführt hatte. Für die Ablehnung jeder Art von Antisemitismus sprach sich der Vorsitzende der Sektion Berlin, Rudolf Hauptner auf den Jahresversammlung 1923 aus und wiederholte dies noch einmal auf vehemente Weise in seinem Jahresbericht 1924. Hintergrund war der eskalierende Streit um die Sektion Donauland, die aus dem DOeAV ausgeschlossen werden sollte und wogegen die Sektion Berlin in der Hauptversammlung mit einigen anderen Sektionen stimmte. Doch gegen den zunehmenden Antisemitismus im Alpenverein konnten die Berliner auf Dauer nichts ausrichten, die Sektion musste sich mit ihm arrangieren. Dem Vorsitzenden gelang es zwar den Streit innerhalb der Sektion oberflächlich beizulegen, doch seine umstrittene Rede zur Einweihung des Kriegerdenkmals an der Berliner Hütte wurde in der Presse als Anlass für öffentliche Kritik an seiner Haltung genommen. Noch 1953 wurde von einer gewissen Presse (gemeint war die sogenannte jüdische Presse) in einem verspäteten Nachruf auf den verstorbenen Hauptner gesprochen. Die Mitgliederversammlung bekundete zwar mit Mehrheit ihr Vertrauen zum Vorstand, doch die politischen Auseinandersetzungen um den Antisemitismus führten 1925/26 zu einer Austrittswelle von über 900 Mitgliedern. Vielen war die vereinspolitische Ausrichtung des Vorstandes nicht konsequent tolerant genug und gründeten daher einen eigenen Verein, den Deutschen Alpenverein Berlin, der nicht zum DOeAV gehörte und solidarisch mit der ehemaligen Sektion Donauland in Wien kooperierte, die nun nach ihrem Ausschluss auch nicht mehr zum Dachverein gehörte. Das stieß nun auf Zustimmung des Vorstandes, dem es in erster Linie auf den inneren Frieden der Sektion Berlin ankam. Der neue Verein wurde im Nachhinein als Kampfverein bezeichnet und eine Doppelmitgliedschaft abgelehnt, was bis ins Jahr 1927 zu gerichtlichen Auseinandersetzungen führte.

## Die 1920er Jahre
In den 1920er Jahren begann das sportliche Klettern in der Sektion populärer zu werden, man übte am Rüdersdorfer Kalksteinbruch, und die seit 1912 unternommenen Kletterfahrten in die Sächsische Schweiz erfuhren großen Zuspruch. Die Akademische Sektion besaß seit 1899 im Kaisergebirge die Gaudeamushütte, die 1924 durch eine Lawine zerstört wurde. Für den Wiederaufbau stiftete die Sektion Berlin 8000 Mk. Am 14. August 1927 fand die Einweihung der neu gebauten Hütte statt. 1929 betrug der Mitgliederstand nach der Austrittswelle zwar nur noch gut 2100 Mitglieder, doch die Streitigkeiten der Vergangenheit waren beendet und der Vorstand berichtete von Normalität. Man veranstaltete einen Fotowettbewerb, der Zuwachs der beiden Jugendgruppen war erfreulich und das Reichsgericht hatte in einem Prozess gegen den konkurrierenden Deutschen Alpenverein Berlin beste Aussichten konstatiert. Ab 1930 durften dann auch Frauen vollwertige Mitglieder der Sektion Berlin sein.

## 1930er Jahre
Die Weltwirtschaftskrise Ende der zwanziger Jahre traf in Form der Deutschen Bankenkrise viele nicht so wohlhabende Bergfreunde der Sektion, die nun ohne Ersparnisse keine Bergreisen mehr unternehmen konnten, und die Mitgliederzahl sank erneut. Der Wertpapierbestand der Sektion verlor 1932 erheblich an Wert, es wurde weniger eingenommen, und der Ausgleich kam nur durch äußerste Sparsamkeit zustande. Der Überschuss betrug mit etwas Glück durch eine Entschädigung 1605,54 RM.
Die nationalsozialistische Machtergreifung vom 30. Januar 1933 stellte für den Alpenverein und die Sektion Berlin eine Zäsur dar. Der sogenannte Arierparagraph zur Ausgrenzung von jüdischen Mitgliedern wurde vom DOeAV nun flächendeckend eingeführt, alle Sektionen wurden in neue Verbände überführt und die reichsdeutschen Sektionen hatten jetzt keinen Vorsitzenden mehr, sondern einen Sektionsführer. Allerdings nur für kurze Zeit, denn Reichsminister Rudolf Heß machte die Vorschrift wieder rückgängig, da nunmehr nur noch Adolf Hitler als Der Führer bezeichnet werden durfte. Das sogenannte Führerprinzip blieb jedoch dadurch unberührt. Die Wirtschaftslage blieb schlecht und die Tausend-Mark-Sperre unterband fast alle Fahrten zu den Hütten. Immerhin verfügte die Bibliothek jetzt über 12.000 Bände und man nahm zusammen mit allen neuen Berliner Sportverbänden an den Feiern zum 1. Mai 1933 teil.
Mitte der dreißiger Jahre war die zwangsweise Eingliederung des Alpenvereins im Reichsbund für Leibesübungen Thema in der Sektion Berlin. Man befürchtete den Verlust der Selbstständigkeit. Durch die weiter bestehende Reisebeschränkung nach Österreich verlor die Sektion weitere Mitglieder und es wurde festgestellt, dass die Hitlerjugend Jungen und Mädchen als Mitgliedernachwuchs von der Sektion abzog. Wirtschaftlich ging es der Sektion auch nicht gut, durch den anhaltenden Mitgliederschwund sanken die Einnahmen an Beiträgen stetig. Die außergewöhnlichen Schneeverhältnisse des Winters 1934/35 bedingten auf einigen Hütten erhöhte Ausgaben zur Reparatur des durch Schneedruck beschädigten Außenmauerwerks. 1936 wurden die Grenzen zu Österreich wieder für Touristen geöffnet, die Hütten bekamen wieder Besuch aus Deutschland, die Zahl der Mitglieder erhöhte sich leicht, und der Vorstand äußerte sich zufrieden über die Entwicklung.
Nach dem Anschluss Österreichs, 1938, jubelte der Alpenverein, der jetzt nicht mehr DOeAV hieß, sondern sich nur noch Deutscher Alpenverein, DAV, nannte. Reichsinnenminister Wilhelm Frick bedankte sich beim Vorsitzenden des Gesamtvereins Raimund von Klebelsberg mit den Worten: Die Verdienste des Alpenvereins in den vergangenen Jahren bleiben unvergessen. Gemeint war unter anderem die vorauseilende Einführung des Arierparagraphen zur Ausgrenzung jüdischer Mitglieder. Ab 1938 nannte sich der Vorsitzende der Sektion Berlin wieder Sektionsführer und lobte die Arbeit der Sektion in Hinblick auf das 70-jährige Bestehen in höchsten Tönen. Die wirtschaftliche Lage war stabil, die Mitgliederzahl wieder leicht gestiegen auf über 1200, und am 31. März 1939 wurde das durch einen Ehrenhof ergänzte Kriegerdenkmal an der Berliner Hütte mit markigen Worten geweiht.

## Zweiter Weltkrieg

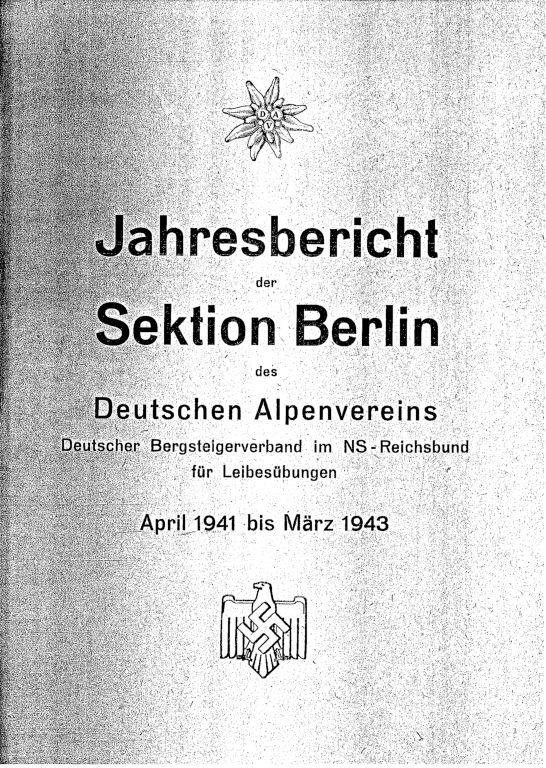
Letzter Jahresbericht für 1941–1943

Im April 1940 erwähnt der neue Berliner Sektionsführer Philipp Borchers den Einmarsch deutscher Truppen in die Tschechoslowakei und in das Memelland, äußert seine Genugtuung über das nun beseitigte dem Deutschen Reich zugefügte Unrecht. Er erwähnt auch den Kriegsbeginn am 1. September 1939 und den Zwang in Polen einzumarschieren, diesem Größenwahn eines in Versailles geschaffenen Staates. Er lässt sich ausführlich über die Erfolge der Deutschen Wehrmacht aus und lobt die Heldentaten der Flieger und U-Boot-Fahrer. Erst auf Seite 6 des Jahresberichtes 1939–1940 kommt er auf die Situation der Sektion Berlin zu sprechen. Der Fehlbetrag der Sektionskasse betrug durch Reparaturen an den Hütten etwa 8800 Mark. Sie mussten außerdem durch den Kriegsbeginn die Saison früher als geplant beenden. Auch 1941 stand die Kriegsberichterstattung im Mittelpunkt, in der Sektion tat sich in jener Zeit wenig. Die Vereinsaktivitäten mussten bereits eingeschränkt werden, da viele jüngere Mitglieder im Krieg waren. Die Jugendgruppe hieß nun HJ-Bergfahrtengruppe, konnte aber auf Grund der angeordneten Kinderlandverschickung keine eigenen Fahrten unternehmen.
Der ersten Gefallenen wurde im Jahresbericht 1941–1943 gedacht, darunter war auch ein Matrose auf dem 1941 versenkten Schlachtschiff Bismarck. Man erwog die Anschaffung einer weiteren Bronzetafel mit den Namen der Gefallenen für das Kriegerdenkmal. 1942 war die Mitgliederzahl wieder über die Zweitausendermarke geklettert, von denen 259 im Krieg standen, die HJ-Bergfahrtengruppe konnte einen Teilnehmerzuwachs verzeichnen und besuchte für mehrere Wochen die Berliner Hütte. Die Aussichten schienen gut zu sein. Nach 1943 fanden kaum noch größere Aktivitäten der Sektion mehr statt, der Verlauf des Krieges machte ein Vereinsleben zunehmend unmöglich. Durch die ersten größeren Luftangriffe auf Berlin im Dezember 1943 und Januar 1944 konnten keine Versammlungen stattfinden. 1944 waren nur noch Wanderungen im Umland von Berlin möglich, Bergfahrten waren unmöglich, doch zu jeder Versammlung gab es weiterhin einen Lichtbildervortrag. Im letzten vorhandenen sogenannten Kriegsrundschreiben vom Juni 1944 wird über die Luftangriffe berichtet, die eine Vorstandssitzung mehrmals unterbrachen. Am 23. April 1944 fand eine Sektionsversammlung statt, auf der der Physiker Max Planck für seine 50-jährige Mitgliedschaft in der Sektion eine Ehrennadel erhielt. Im April 1944 waren die Geschäftsräume nicht mehr benutzbar, die nur spärlich besuchte Sitzung vom 19. Mai musste durch Fliegeralarm mehrmals unterbrochen werden, aber der Vortrag von Mitglied Paul Baumgart Aus der Gletscherwelt des Taschachhauses und der Braunschweiger Hütte konnte immerhin ungestört gehalten werden.
1945 wurde der Deutsche Alpenverein und seine Sektionen als Teil des Nationalsozialistischen Reichsbundes für Leibesübungen durch die Siegermächte aufgelöst und sein Eigentum beschlagnahmt. Eine Neugründung wurde verboten. Bibliothek und Archiv der Sektion Berlin wurden im Kampf um Berlin größtenteils zerstört, und erst 1949 erwachte wieder der Wunsch der Berliner Bergsteiger sich zu organisieren.

## Nachkriegszeit
Ende der 1940er Jahre trafen sich berginteressierte Menschen aus den alten Berliner Sektionen regelmäßig in der Kneipe Göbels Bierstuben, Berlin SW 61. Es ging darum, die übrig gebliebenen Berliner Alpinisten wieder zu sammeln. Die erste Gruppe waren die sogenannten Haxnschlager, aus der alten Sektion Mark Brandenburg, die sich zuerst neu organisierte. Diese Gruppe wandte sich Anfang 1949 an das Bezirksamt Kreuzberg mit dem Ziel als Verein mit dem Namen Alpenverein d’Haxnschlager Berlin e. V. als unpolitische Organisation anerkannt zu werden. Der neue Verein wurde im November 1949 unter dem Namen Alpenverein Berlin durch den Magistrat von Groß-Berlin zugelassen und durfte eine regelmäßige Publikation herausgeben, die den Namen Der Bergbote trug. In der ersten Nummer vom Juni 1949 werden wieder Versammlungen angekündigt und Lichtbildervorträge. Auch die Gruppen und Abteilungen formierten sich langsam wieder und der neu gegründete Verein begann aufzuleben. Der erste Vortrag fand am 15. Juni 1949 mit dem Titel 3 Urlaubswochen in den Zillertaler Alpen im Physik-Hörsaal der TU Berlin statt, in dem Erinnerungen an die Berliner Hütte anklangen. Das Eintrittsgeld in Höhe von 25 Pfennig wurde, abhängig vom Wohnsektor, in Deutsche Mark West oder Ost erhoben.

## 1950er Jahre
Bald wurden Göbels Bierstuben als alleiniges Vereinslokal zu klein, die Geschäftsstelle bezog daher ein weiteres Büro in der Schlüterstraße 50. Das erste größere Fest fand im März 1950 im Studentenhaus in der Hardenbergstraße statt. Kurz nach Neugründung des Alpenvereins Berlin fand die Gründung eines anderen alpinen Vereins statt. In Konkurrenz entstand der Alpenclub Berlin (später Sektion Spree-Havel, die aus einem Ruderverband der 1920er Jahre hervorgegangen ist), der zeitgleich ein Fest in den Gaststätten am Zoo durchführte. Das Verhältnis zum Alpenclub Berlin blieb gespannt, es gab offenbar Differenzen um den Alleinvertretungsanspruch. Ende 1950 entstand in den regionalen alpinen Vereinen Westdeutschlands der Wunsch, wieder einen Gesamtverein im Sinne des alten DAV zu gründen. Auf einem Deutschen Alpenvereinstag in Stuttgart im Oktober 1950 wurde beschlossen, dass sich die regionalen Vereine, nun wieder Sektionen genannt, zu einem neuen Deutschen Alpenverein zusammenschließen sollten. Man hoffte damals noch die Bergsteiger der Ostzone integrieren zu können. 1950 gab es wieder eine bescheidene Bibliothek in der Sektion Berlin, der Jahresbeitrag betrug 14 DM, man unternahm zahlreiche Wanderungen in die Berliner Umgebung und zwei vollbesetzte Omnibusse brachten, mit neun Stunden Aufenthalt an den damaligen Zonengrenzen, Westberliner zum ersten Mal nach dem Krieg in zwei Tagen in die Berge zum Spitzsteinhaus. Die berühmte Skirennfahrerin Christl Cranz referierte über das Skilaufen und schränkte die damals geltende Auffassung, dass nur Parallelschwünge erlaubt seien ein, indem sie bei hohen Geschwindigkeiten ein leichtes Anstemmen zuließ. 1951 wurde die erste Frau in den Vorstand der Sektion als stellvertretender Sportwart gewählt und im Lawinenwinter 1951 sammelten die Mitglieder der Sektion Berlin Geld für die Opfer im Zillertal. Erste Irritationen gab es im März 1951, als die Bayerische Staatszeitung von der angeblichen Absicht des Österreichischen Alpenvereins berichtete, sich den Hüttenbesitz der deutschen Sektionen anzueignen, was die Sektion Berlin mit ihren zahlreichen Hütten aus dem Besitz der ehemaligen Berliner Vorkriegssektionen hart getroffen hätte. 1952 forderte die Jugend gleiche Rechte bei Abstimmungen und Wahlen, was aber mit der Begründung der unterschiedlichen Altersklassen und der damit verbundenen ebenfalls unterschiedlichen Reife abgelehnt wurde. Seit 1949 gab es in der Sektion Berlin regelmäßig Wanderungen nur für Herren, ab 1952 organisierten daraufhin einige Frauen Wanderungen die nur für Damen zugelassen waren und genau zum gleichen Termin wie die Männerwanderungen stattfanden. Zur gleichen Zeit wurde aber eine Passierscheinpflicht für die Sowjetzone genannte DDR eingeführt, sodass die Wanderungen nur noch auf Berliner Gebiet stattfinden konnten. Auch die Kletterfelsen in Rüdersdorf und die Sächsische Schweiz waren nicht mehr ohne weiteres erreichbar. Das Vortragsprogramm der Sektion entwickelt sich zufriedenstellend, prominente Alpinisten zeigten ihre Bilder, Heinrich Harrer kam nach Berlin und berichtete. Auch die österreichische Fotografin Erika Hubatschek zeigte ihre Bilder über das Leben der Bergbauern. Die Mitgliederzahl stieg stetig, die neue Samoarhütte, 1938 von der ehemaligen Sektion Mark Brandenburg begonnen, war im Sommer 1953 endlich fertiggestellt, und die sportlichen Leistungen der Skiläufer bei lokalen Meisterschaften im Harz waren beachtlich. Die 1950er Jahre des Aufbaus brachten Erfolge und die neun Hütten der alten Vorkriegssektionen gingen am 27. November 1958 auch offiziell wieder in den Sektionsbesitz über.

## 1960er Jahre
Auf den Bau der Berliner Mauer am 13. August 1961 ging der Vorstand der Sektion in seinen Mitteilungen mit keinem Wort ein, nur die Wandergruppe beklagte die Einschränkung ihrer Wandermöglichkeiten auf Westberlin. Im Gegensatz zur Vorkriegszeit hielt man sich mit politischen Bewertungen zurück. Der neue erste Vorsitzende, der Rechtsanwalt Berthold Zimmermann, führte als Neuerung den schriftlichen Geschäftsbericht ein, der bisher nur mündlich vorgetragen wurde. Er stellte fest, dass die Sektion überaltert sei, wie auch die Stadt Berlin und verweist auf kommende finanzielle Belastungen aufgrund des Hüttenbesitzes. Um die angeblich richtige Würdigung des Tags der Deutschen Einheit gab es Differenzen politischer Art. Durfte man in der Vereinspostille öffentlich erwähnen, dass man diesen Tag einem verlängerten Wochenende für eine Bergfahrt zurechnet? Die 1960er Jahre waren die Zeit großer Expeditionen, Kundfahrten genannt, die 1960 in den Hindukusch, 1963 nach Spitzbergen und 1964 in den Karakorum führten. Die Sektion Berlin sammelte dafür Geld, wurde aber auch vom Hauptverein finanziell unterstützt. Zu den vier Teilnehmern für die Karakorumfahrt gehörte auch der spätere Berliner Kultursenator Ulrich Roloff. 1965 fiel auf, dass in der Jugendgruppe der Sektion ein Mädchenmangel herrschte und daher nicht mehr so viele Heiraten zustande kamen. Als Grund wurden zu hohe Anforderungen an bergsteigerische Leistungen erkannt. Die Zeitschrift Alpinismus deckte 1965 auf, dass die Berliner Karakorumexpedition von 1964 den falschen Berg ins Visier genommen hatte. Statt am K6 sollen die vier Berliner an den K7 geraten sein. Später stellte sich jedoch heraus, dass es sich um einen völlig anderen Berg handelte, den Link Sar. Sorgen bereiteten Mitte der 1960er Jahre die finanziellen Belastungen durch die Hütten, außerdem war es in der Zeit schwer, Pächter zu finden. Der Mitgliedsbeitrag wurde 1966 von 25 auf 32 DM erhöht. Obwohl sich der Verein jeglicher politischer Wertungen enthalten wollte, war in den 1960er Jahren die sogenannte Südtirolfrage öfters Anlass zu heftigen Diskussionen. Es war die Zeit, als Attentate und Bombenanschläge in Südtirol nicht selten waren. Die Skiläufer der Berliner Sektion nahmen regelmäßig an den Berliner Skimeisterschaften teil. In jener Zeit fand auch wieder der erste große Ball in Anknüpfung der an die Zeit vor 1914 im wieder aufgebauten Prälat Schöneberg statt. Gegen Ende des Jahrzehnts hatte die Sektion etwa 3800 Mitglieder, doch das Engagement für den Verein ließ zu wünschen übrig. Luis Trenker war 1967 in Berlin und hielt auf einer Versammlung der Sektion eine Rede, der seinerzeitige österreichische Innenminister Franz Hetzenauer besuchte die Berliner Hütte und die ersten Abschnitte des Berliner Höhenweges wurden geplant. Die Jugend forderte eine Mittelgebirgshütte als Kletterstützpunkt und 1968 erwarb die Sektion Berlin das Friesenberghaus vom Wiener Alpenverein Donauland, der das Haus nicht mehr unterhalten konnte. Ende des Jahrzehnts war ein Mitgliederschwund zu verzeichnen, auch bereitete die Jugend den Vereinsfunktionären Sorge. Mangelndes Interesse, nicht zuletzt durch die konservative Haltung einiger bayerischer Sektionen im Zentralverein sollten dazu beigetragen haben. Eine Lösung versprach die gezielte Werbung bereits bei zehn- bis vierzehnjährigen Kindern und Jugendlichen. 1969 feierte die Sektion ihr 100-jähriges Jubiläum. Die Jubiläumsexpedition 1969 sollte nach Bolivien in die Cordillera Real gehen, Schirmherr war der Regierende Bürgermeister Klaus Schütz, Mitglied der Sektion, der die Bergsteiger am 11. Mai 1969 am Flughafen Tempelhof verabschiedete. Doch im Jubiläumsjahr wurden immer mehr Zweifel am Sinn des Alpenvereins geäußert. Es stellte sich die Frage Eliteclub oder Massenorganisation?

## 1970er Jahre

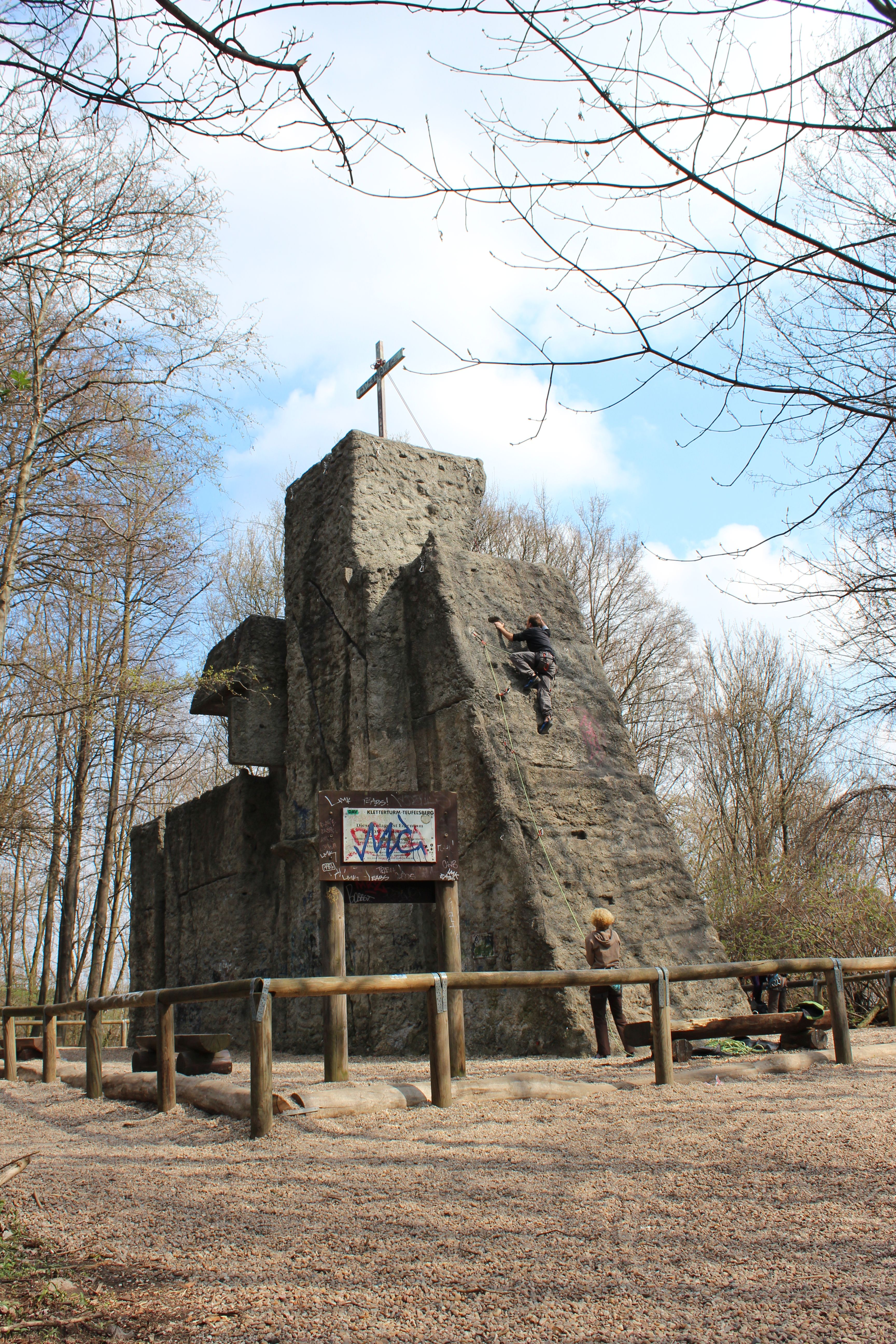
Der Kletterturm aus speziellem Beton steht auf dem Berliner Teufelsberg, fertiggestellt 1970, war er der zweite künstliche Kletterturm in Deutschland. Eine fast identische Kopie steht in der peruanischen Hauptstadt Lima.

In den 1970er Jahren war der Konflikt zwischen Alt und Jung ein wichtiges Thema für die Sektion Berlin. Überalterung, Nachwuchsmangel, fehlende Attraktivität für junge Leute und eine politisch konservative Grundhaltung des DAV führten zu Forderungen nach dem Rücktritt des ersten Vorsitzenden, der zwar nicht erfolgte, aber intensiv diskutiert werden musste. Die Kritik dreier jüngerer Vorstandsmitglieder, und der Jugendgruppen an der angenommenen undemokratischen Amtsführung des ersten Vorsitzenden bewog sie schließlich selbst zum Rücktritt. Der gesellschaftliche Umbruch der Zeit brachte auch im Alpenverein Verwerfungen, ein Generationenkonflikt war nicht zu übersehen. 1970 wurde auf dem Berliner Teufelsberg einer der ersten künstlichen Klettertürme in Deutschland fertig gestellt und zum Klettertraining genutzt. Die Jugendgruppen der damals drei bestehenden Berliner Alpenvereinssektionen Spree-Havel, Sektion Charlottenburg und Sektion Berlin beschlossen eine Zusammenarbeit. 1972 beschloss die Sektion Spree-Havel ihre Auflösung und trat der Sektion Berlin als neue Gruppe bei. In jener Zeit bereitete die Finanzierung der Hütten erneut Probleme, behördliche Auflagen für die Beseitigung von Abwasser, Baufälligkeit und höhere Ansprüche an den Komfort konnten nur noch einer Beitragserhöhung auf 48 DM erfüllt werden. Im Winter 1973/74 konnten aufgrund der ersten Ölkrise die Geschäftsräume in dem Bürohaus in der Schöneberger Hauptstraße für Abendveranstaltungen nicht mehr genutzt werden, weil die Heizung stark gedrosselt werden musste. Ende 1975 war der Berliner Höhenweg fertiggestellt und sollte im Juli 1976 durch den Berliner Regierenden Bürgermeister Klaus Schütz in einem Festakt auf dem Friesenberghaus eröffnet werden, doch Schütz musste seine Teilnahme absagen, weil gegen ihn im Berliner Abgeordnetenhaus ein Misstrauensantrag der CDU lief. Mit Inkrafttreten des Berlinabkommens war es wieder möglich, tageweise in der DDR klettern zu können. Ziele waren die traditionellen Klettergebiete in Sachsen und Thüringen. Die Olpererhütte wurde für etwa 300.000 DM erweitert und Reinhold Messner hielt 1978 einen Vortrag über seine Mount-Everest-Besteigung zusammen mit Peter Habeler ohne zusätzlichen Sauerstoff. Doch es gab in der Sektion Berlin auch kritische Stimmen, Messner wurde in der Vereinszeitschrift als bestvermarkteter Bergsteiger der Welt bezeichnet. Am Ende des Jahrzehnts war die Finanzlage des Vereins in Ordnung die Mitgliederentwicklung erfreulich und das bereits vorhandene Bewusstsein für den Umweltschutz, unter anderem gegen eine weitere Erschließung der Alpen, ist im Verein gewachsen.

## 1980er Jahre
Zu Beginn des Jahrzehnts war der Umweltschutz ein wichtiges Thema auch in der Sektion Berlin. Der weitere touristische Ausbau der Bergwelt mit Sommerskigebieten auf Gletschern, die Erschließung mittels neuer Straßen, aber auch der Bau neuer Kraftwerke in Tirol stieß unter den Mitgliedern und im Vorstand auf Widerstand. Vor dem Hintergrund der Berliner Hausbesetzerbewegung wurde im Verein diskutiert, inwieweit der Jugend der Sektion die gewünschte Autonomie in ihrer Arbeit zugestanden werden sollte. In der Mitgliederzeitschrift Der Bergbote bekamen die Jugendgruppen einen eigenen Platz unter eigener Redaktion für die Veröffentlichung ihrer Termine und für Meinungsäußerungen, nachdem das Angebot eine eigene Zeitschrift herauszugeben von der Jugend abgelehnt worden war. Einer der ersten Beiträge enthielt Gedanken über das Verhältnis zwischen der Friedensbewegung und dem Alpenverein. Darüber hinaus wurden Aufrufe zur Teilnahme an Friedensdemonstrationen veröffentlicht. In der Zeit stieg die Mitgliederzahl auf über 5600, doch zum ersten Mal seit Jahren waren die Ausgaben höher als die Einnahmen. Die Instandhaltung der nun neun Hütten, das Hohenzollernhaus wurde bereits 1978 verkauft, verbrauchte das meiste Geld. Die Deckungslücke betrug Ende 1981 27.000 DM, sodass der Mitgliedsbeitrag um zehn Mark auf nunmehr 70 DM abgehoben werden musste. 1983 begannen Überlegungen im Vereinsvorstand über den Verkauf einer Hütte, denn die finanzielle Belastung zum Unterhalt von acht Hütten war zu hoch. Luftverschmutzung und das Waldsterben beschäftigte Mitte des Jahrzehnts die Sektion Berlin und führte zu einem verstärkten Bekenntnis zum Umweltschutz. Die Idee einer Kletterin, eine Frauenklettergruppe zu gründen, stieß 1985 auf Ablehnung. Erst Jahre später gelang es, die Gruppe in der Sektion dauerhaft zu etablieren. Geklettert wurde in der Zeit außer am Teufelsberg auch am Bunker im Volkspark Humboldthain, das nun legal war. Es bestanden Pläne, einen weiteren Klettergarten am Schwerbelastungskörper in der General-Pape-Straße einzurichten, die aber auf Grund von Anwohnervorbehalten nicht verwirklicht wurden. Da die Mitgliederzahl immer weiter stieg, stellte der Vorstand Überlegungen an, ob die Sektion mehr als 7000 Mitglieder verkraften könne, da eine Überflutung der Alpen mit Bergsteigern und Touristen befürchtet wurde und eine damit einhergehende stärkere Umweltbelastung. Die Öffentlichkeitsarbeit in Hinblick auf Mitgliederwerbung sollte daher eingeschränkt werden. In den 1980er Jahren passierten im Vergleich zu den vergangenen Jahrzehnten verstärkt tödlich Unfälle in den Bergen, die mit der Überschätzung der eigenen Fähigkeiten, Sorglosigkeit und Mängeln in der Ausbildung von Kletterern und Bergwanderern in Verbindung gebracht wurden. 1989 forderte die Jugend der Sektion Berlin zusammen mit anderen Organisationen wie gewerkschaftlichen Jugendorganisationen und dem ADFC ein Tempolimit von 100 km/h auf der Berliner Autobahn AVUS.
Die Wende in der DDR wurde vom Vorstand der Sektion überrascht zur Kenntnis genommen und man stellte sich die skeptische Frage, wie mit der zu erwartenden Mitgliederflut aus dem Osten umzugehen sei. Für neue Mitglieder aus der DDR wurde als erste Maßnahme für das erste Jahr eine Beitragsfreiheit beschlossen. Die nun von der Situation völlig überforderte Geschäftsstelle mit ihrer Bibliothek in der Schöneberger Hauptstraße besuchten in den ersten Monaten nach der Wende zahllose informationsbedürftige Bürger aus der DDR, sodass der Ruf nach größeren Räumen laut wurde. In jener Zeit des Umbruchs herrschte in der Sektion einerseits Unsicherheit, andererseits Euphorie. Auf neuer, breiterer Basis wurden nun erste freundschaftliche Kontakte mit Bergsteigern aus Ostberlin und Sachsen geknüpft. Als erste Vereinigung gründete sich Ende 1989 der alte Sächsische Bergsteigerbund neu und wurde im Sommer 1990 als Sektion in den DAV integriert. Erste größere organisierte Fahrten ins Elbsandsteingebirge fanden statt und stießen bei den Westberlinern auf große Resonanz. Ende des Jahrzehnts hatte die Sektion Berlin etwa 7000 Mitglieder und der Jahresbeitrag betrug 100 DM.

## Nach der Wende
In den 1990er Jahren gewann in der Sektion Berlin das Sportklettern eine größere Bedeutung. Die bestehenden beiden Trainingsanlagen reichten nicht mehr aus, und die Kletterer forderten weitere Klettermöglichkeiten in Berlin. Die seit langem bestehenden finanziellen Engpässe in der baulichen Unterhaltung der neun Schutzhütten veranlasste die Sektion den seit 1987 zunächst im Rahmen einer Patenschaft geplanten Verkauf der Gamshütte an die Sektion Otterfing 1992 durchzuführen. Doch der Wunsch als Ersatz stattdessen eine Mittelgebirgshütte zu kaufen erfüllte sich nicht.
Anlässlich des Neonaziaufmarsches vom 15. November 1992 in Halbe, der von dem damaligen Sektionsmitglied Ursula Schaffer, Gründerin und später Ehrenvorsitzende der Berliner Kulturgemeinschaft Preußen, angemeldet wurde, begann im Verein eine Debatte über den wieder erstarkenden Rechtsextremismus und den Umgang damit. Steigende Mieten für Gewerberaum in den Jahren nach der Wende führten zu einer Suche nach neuen Räumen für Bibliothek und Geschäftsstelle. Die Mitglieder wurden aufgefordert, neue billigere Räume zu finden, möglichst innerhalb des S-Bahn-Rings. 1994 feierte der Verein sein 125-jähriges Bestehen im Berliner Rathaus Wedding, in Mayrhofen und in Vent. Eine Jubiläumsexpedition führte zum Cholatse und Taboche im Himalaya, die Besteigung eines Gipfels war aber aufgrund der zu niedrigen Temperaturen nicht möglich, die Teilnehmer entschlossen sich zum Abbruch. 1995 wurde der Verein Mitglied im Landessportbund Berlin, um Zuschüsse zum Sportstättenbau erhalten zu können, denn zu der Zeit, Mitte der 1990er Jahre, kam der Wunsch zur Einrichtung einer Indoor-Kletteranlage auf. Als Ort war eine ehemalige Sporthalle der abgezogenen amerikanischen Schutzmacht in Berlin-Dahlem, am Hüttenweg geeignet, die entsprechend umgebaut und im April 1997 fertig gestellt wurde. Im Sommer 1998 besuchten der damalige Ministerpräsident des Landes Brandenburg Manfred Stolpe (SPD) und sein Amtskollege aus Tirol, Landeshauptmann Wendelin Weingartner (ÖVP) das Brandenburger Haus, in einer von der Sektion organisierten Bergfahrt, um sowohl die vom Land Brandenburg mit 160.000 DM geförderte umweltgerechte Sanierung der Hütte zu besichtigen, als auch über eine politische Zusammenarbeit zu beraten. Aufgrund der steigenden Kosten für den Unterhalt der Hütten verkaufte die Sektion 1999 die Gaudeamushütte im Wilden Kaiser an die Sektion Main-Spessart in Marktheidenfeld. Ab April 1999 betreibt der Verein die Internetseite www.dav-berlin.de.

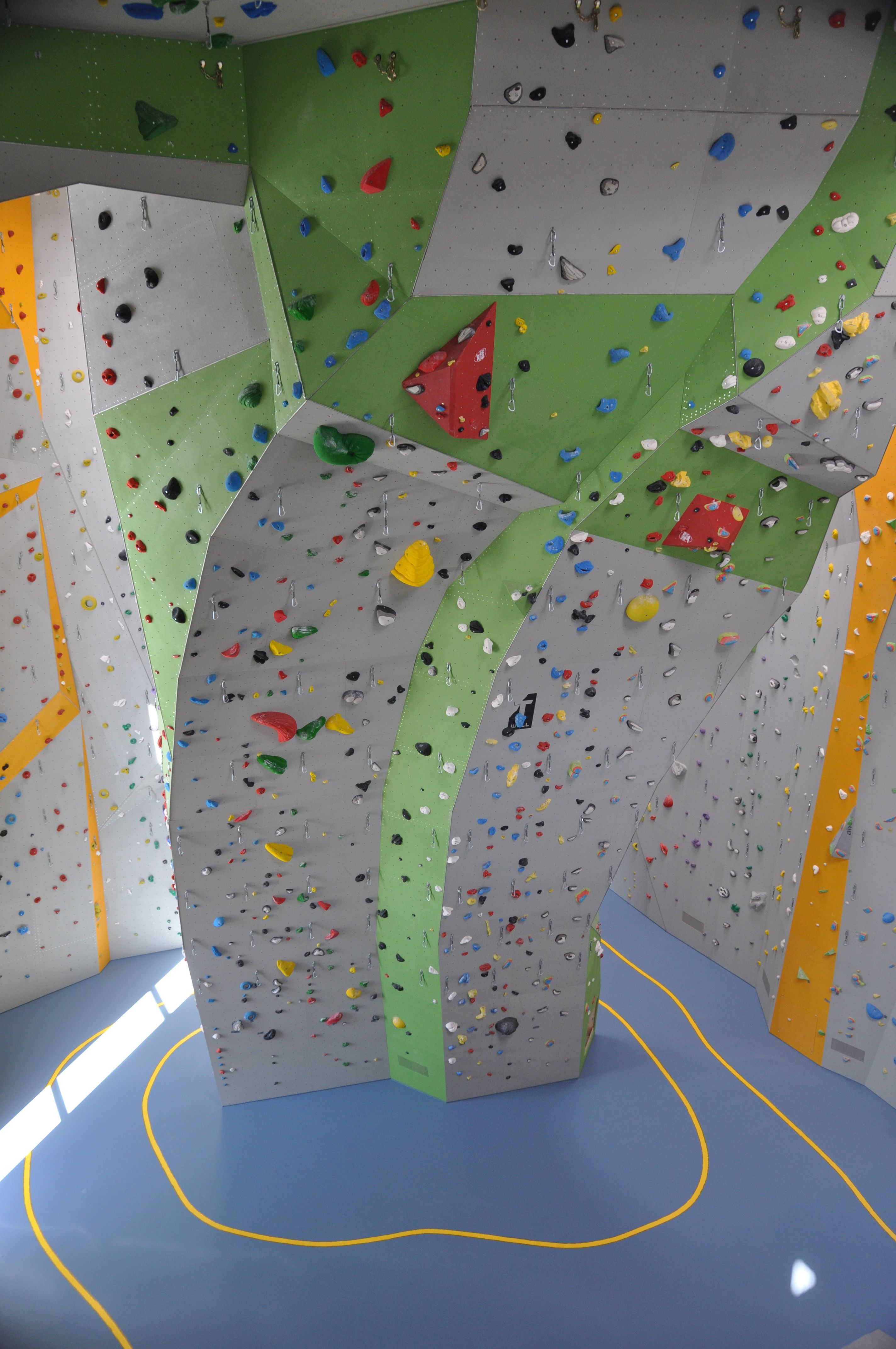
Kletterzentrum der DAV-Sektion Berlin mit den gerade fertig gestellten Kletterwänden

## 2000er Jahre
2001 versuchte die Sektion mit der 25-Jahr-Feier des Berliner Höhenweges diesen in größerem Rahmen bekannt zu machen, um die Besucherzahl der Hütten zu erhöhen. Die Mitgliederzeitschrift erhielt ein neues Format in der Größe DIN A4 und wies nun durchgehend farbige Abbildungen auf. Mit der Wiederbelebung eines Alpenballs versuchte der Verein an alte Traditionen anzuknüpfen und weitere Einnahmen zur Finanzierung eines umweltgerechten Hüttenumbaus zu erzielen. Der damalige Vorsitzende der Sektion Klaus Kundt erhielt das Bundesverdienstkreuz am Bande für sein ehrenamtliches Engagement. Die Mitgliederzahl stieg kontinuierlich und betrug im Jahr 2001 etwa 7700, doch wurde eine Überforderung der ehrenamtlich Arbeitenden festgestellt, die durch höhere Ansprüche an die Leistungen des Vereins entstanden. 2003 organisierte die Sektion Berlin unter der Leitung des russischen Bergführers Alexios Passalidis eine Expedition in das Tian-Shan-Gebirge in Turkestan. Dabei wurde ein 5020 Meter hoher namenloser Berg erstbestiegen und erhielt den Namen Pik Alexander von Humboldt. Gegen einen im Ötztal geplanten Kraftwerksbau der damaligen Tiroler Wasserkraft AG, der eine etwa 200 Meter hohe Staumauer vorsah und damit das Landschaftsbild in der Rofenschlucht oberhalb von Vent stark beeinträchtigt hätte, wandte sich die Sektion im 2005, in dem sie sich an Protestaktionen beteiligte. Ebenso stellte sich die Sektion gegen Pläne, Skigebiete auf Gletschern zu erweitern oder auch neue zu erschließen. In jener Zeit rückte das Wandern auf den Jakobswegen in das Bewusstsein der Öffentlichkeit, und in der Sektionszeitschrift Berliner Bergsteiger erschien ein literarischer Artikel über den Weg mit detaillierter Beschreibung eines Teilstücks von Görlitz nach Vacha, ein Jahr bevor Hape Kerkeling sein bekanntes Buch veröffentlichte. Ende 2006 nahmen die Pläne für eine vereinseigene Kletterhalle, genannt Kletterzentrum, langsam Gestalt an. In Berlin gab es zwar bereits zwei kommerzielle Kletterhallen, aber die Sektion wollte ihren Mitgliedern eine preiswertere Alternative bieten und den Verein für Neumitglieder, die man in der Kletterszene zu gewinnen hoffte, attraktiver zu machen. Im Sommer 2006 übernahm die 2004 in München gegründete lesbisch-schwule Sektion Gay Outdoor Club eine Hüttenpatenschaft zur Erhaltung und Nutzung der Berliner Hütte. Das Geocaching verbreitete sich der Mitte der 2000er Jahre auch in Berlin und im Land Brandenburg und fand auch bei den Mitgliedern der Sektion Berlin Freunde. Die Pläne für die Kletterhalle wurden immer konkreter, die Sektion machte in der Kletterszene eine Internetumfrage, die bei der Konzeption der Halle helfen sollte. Eine Wirtschaftlichkeitsanalyse wurde in Auftrag gegeben und die Standortsuche begonnen. Von März bis Juni 2007 gab es in der Geschäftsstelle eine Ausstellung mit Arbeiten der österreichischen Fotografin Erika Hubatschek zu sehen, die die Arbeit der Bergbauern jahrzehntelang dokumentierte. Die 90-Jährige reiste extra für diese Ausstellung nach Berlin, um an der Eröffnung teilzunehmen. 2006 stagnierte der Mitgliederstand der Sektion und betrug im Höchststand 8850 Mitglieder. Das Durchschnittsalter lag etwas über 45 Jahre, 62 % waren Männer. In leitenden Funktionen des Vereins waren keine Frauen vertreten. 2008 war wieder der Umweltschutz ein wichtiges Thema in der Sektion. Viele Mitglieder nahmen im Rahmen ihrer Gruppenaktivitäten an Veranstaltungen zum Klimaschutz teil. Für die Büroräume in Berlin-Kreuzberg wurde ein neuer Energieanbieter gesucht, der seinen Strom nachweislich aus regenerativen Quellen liefern konnte. Die zunehmende Beliebtheit neuer Sportarten wie Schneeschuhwandern, Balancieren auf der Slackline und das Canyoning fanden in der Sektion ihren Niederschlag in Informationsveranstaltungen und Kursen. Die Berliner Kletterin Louise Tharandt war bei mehreren, auch internationalen, Jugendkletterwettbewerben erfolgreich. Der Jahresbericht für 2008 erwähnte, dass die Bilanzsumme der Sektion Berlin erstmals die Zweimillionen-Euro-Grenze überschritten hat. In der ersten Ausgabe der Mitgliederzeitschrift 2009 erschien ein Bericht über die Durchquerung des Grönlandeises auf den Spuren von Fridtjof Nansen und die Sektion feierte das 100-jährige Jubiläum des Brandenburger Hauses. 2010 erschien ein Bericht über die Besteigung des Cholatse. Der damalige Innenminister des Landes Brandenburg, Rainer Speer, nahm an einem Arbeitseinsatz für Reparaturarbeiten am Brandenburger Haus teil und die Sektion verzeichnete einen Verlust von knapp 80.000 Euro für 2009. Die Planung der Kletterhalle nahm konkrete Gestalt an und ein Grundstück in Berlin-Moabit in der Seydlitzstraße in der Nähe des Berliner Hauptbahnhofs stand zur Verfügung. 2010 war die Mongolei das Reiseziel für Wanderer und Israel das Ziel für Kletterer der Sektion. Einen ausführlichen Bericht über die Erstbesteigung des Pik Leibniz im Jahr 2009 lieferte der Bergführer Alexios Passalidis. Die Bauarbeiten für die Kletterhalle begannen Ende Februar 2012 mit dem Fällen von Bäumen auf dem Baugrundstück auf dem Gelände des Poststadions in Berlin-Moabit. Im August wurde das 10.000. Mitglied aufgenommen. Ende April 2012 gab es einen Rückschlag für den Bau des Kletterzentrums. Der kommerzielle Kletterhallenbetreiber Magic Mountain erreichte beim Berliner Verwaltungsgericht einen vorläufigen Baustopp mit der Begründung, dass die mit dem Land Berlin vereinbarte Pacht für das Grundstück im SportPark Poststadion eine nach Europarecht nicht zulässige Beihilfe darstellen könnte, und dass dadurch zu einer Wettbewerbsverzerrung kommen könne, da nach Ansicht des Klägers der Verein eine Dienstleistung am Markt anbiete und somit als Unternehmen tätig sei. Wieder aufgehoben wurde der Baustopp im Juli, nachdem das Oberverwaltungsgericht feststellte, dass die geplante Kletterhalle nicht kommerziell betrieben werde, sondern im Prinzip nur den DAV-Mitgliedern zur Verfügung stehen würde. Fertiggestellt war die Halle dann im Mai 2013, die Einweihung folgte am 1. Juni. Ein weiterer Versuch durch den Betreiber der privat-kommerziellen Kletterhalle Magic Mountain, die Errichtung des Kletterzentrums der Sektion Berlin zu stoppen, führte zu einem neuen Prozess vor dem Europäischen Gerichtshof, der am 9. Juni 2016 zu dem Urteil führte, dass staatliche Beihilfen für DAV-Kletterhallen mit dem Binnenmarkt vereinbar seien.

## Beschäftigung mit dem Antisemitismus

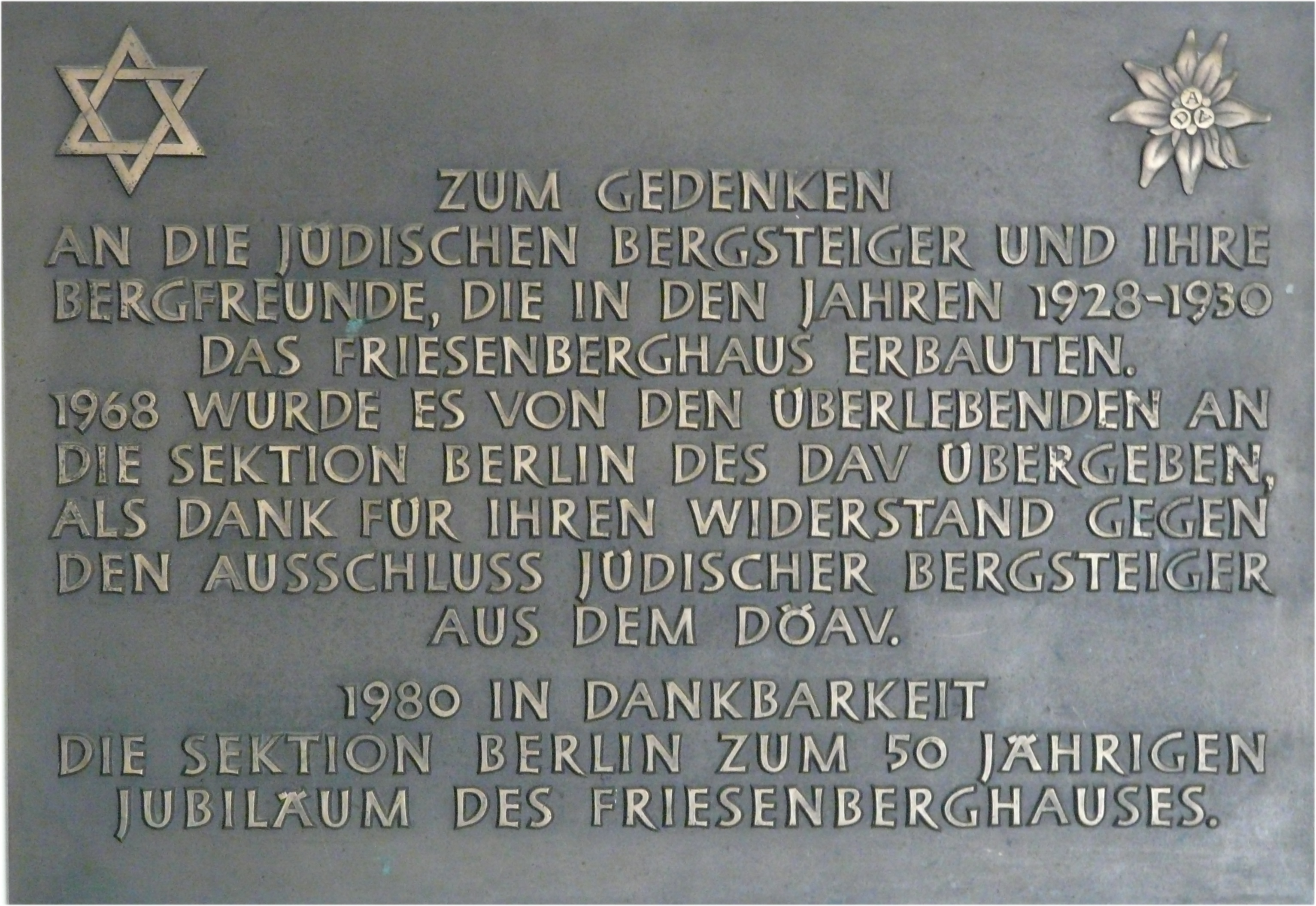
Gedenktafel auf dem Friesenberghaus aus dem Jahr 1980

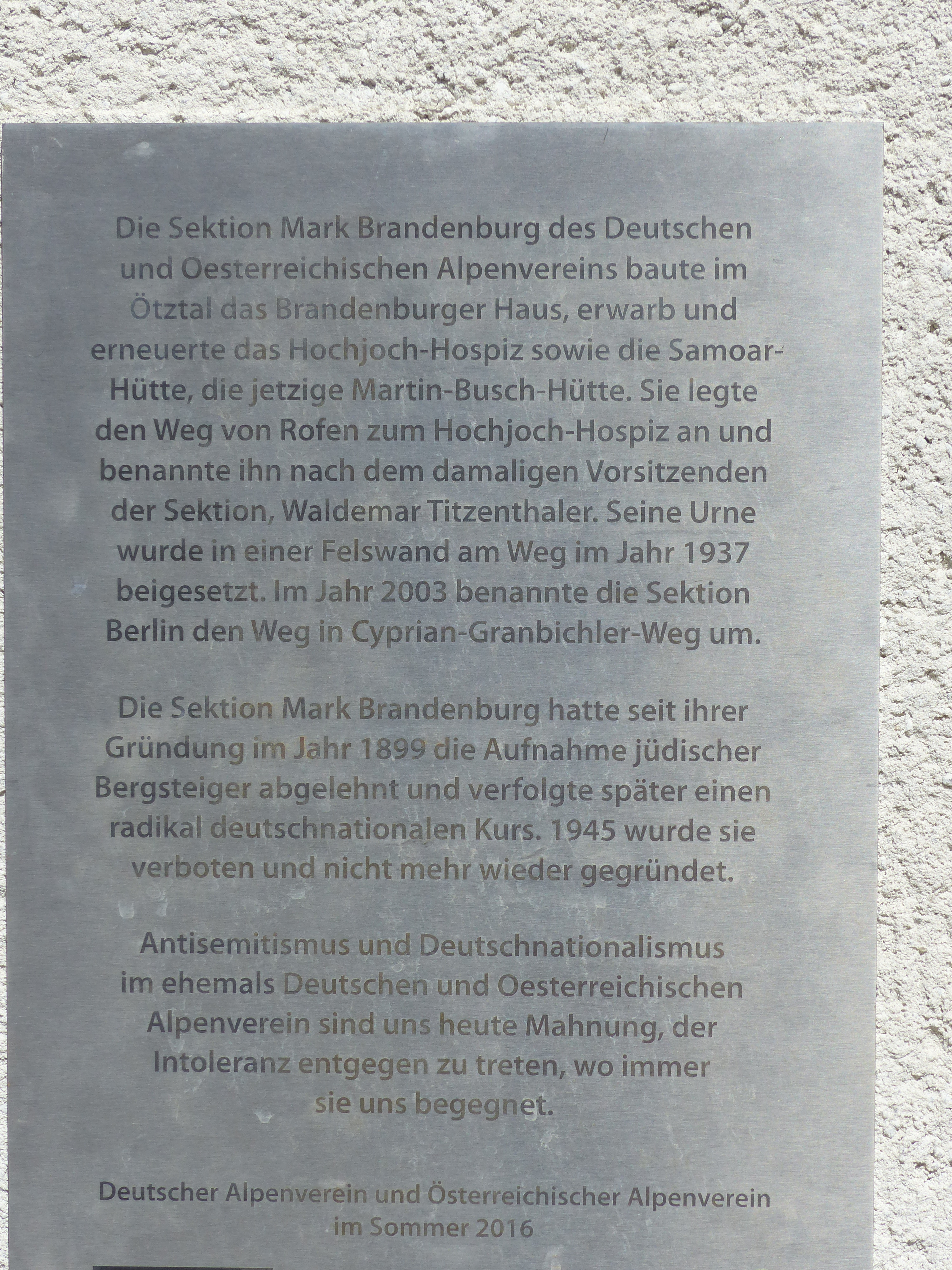
Gedenktafel am Hochjochhospiz

Einen ersten Bericht in der Mitgliederzeitschrift über den Antisemitismus im Alpenverein lieferte im Jahr 1974 der spätere erste Vorsitzende der Sektion Berlin und Journalist, Klaus Kundt, in dem er die Geschichte des von der Sektion 1968 gekauften Friesenberghauses beschrieb.
Zum 50-jährigen Jubiläum der Hütte 1980 entstand für den Eingangsbereich eine Gedenktafel, mit der an das Schicksal der jüdischen Bergsteiger im Alpenverein erinnert wurde. Aber noch 1985 ging der ehemalige DAV-Vorsitzende Alfred Jennewein mit seinem Abriss der DAV-Geschichte von 1933 bis 1958, die er in der Sektionszeitschrift Der Bergbote veröffentlichte, mit keinem Wort auf den Antisemitismus ein, sondern beschränkte sich auf die Darstellung vereinsrechtlicher Umwälzungen im DOeAV durch die Nationalsozialisten. Erst 1993 begann mit der ausführlichen Darstellung der Geschichte des Friesenberghauses eine umfangreichere Beschäftigung mit der antisemitischen Vergangenheit des Alpenvereins. Auf Protest des DAV-Dachvereins stieß im Dezember 1996 ein Bericht des Nachrichtenmagazins Der Spiegel über die angeblich antisemitische Haltung der Sektion Berlin, der sich auf das Buch Der Alpinismus – Kultur, Organisation, Politik (Wien 1996, ISBN 978-3851142730) des Wiener Historikers Rainer Amstädter bezog. Amstädter behauptet in seinem Buch, dass die Sektion Berlin bereits 1924 ihre jüdischen Mitglieder ausschloss. Nachweisbar antisemitisch verhielt sich hingegen die Berliner DOeAV-Sektion Mark Brandenburg mit dem Arbeitsgebiet Ötztaler Alpen, die 1945 von den Alliierten aufgelöst wurde. Ihr gehörte neben dem Hochjochhospiz auch das Brandenburger Haus. Deren Vorsitzender war lange Zeit seit den 1920er Jahren der bekannte Berliner Fotograf Waldemar Titzenthaler, der maßgeblich den Ausschluss jüdischer Mitglieder betrieb. Der in den Ötztaler Alpen gelegene Hüttenzustieg zum Hochjoch-Hospiz wurde nach ihm benannt. Auf Initiative der Sektion Berlin heißt der Weg aber seit 2003 Cyprian-Granbichler-Weg, nach dem Bergführer, der zusammen mit Franz Senn viele Bergfahrten unternahm und in einem Wettersturz tödlich verunglückte. Im Juli 2003 eröffnete die Sektion Berlin das Friesenberghaus als Internationale Begegnungs- und Bildungsstätte und enthüllte einen Gedenkstein mit Bronzeplakette von dem Architekten Hans Feldhusen mit der Aufschrift: Gegen Intoleranz und Hass 1921 - 1945, Uns Bergsteigern zur Mahnung, DAV 2001.

## Hütten
Der Sektion Berlin gehören und gehörten mehrere Schutzhütten in den Zillertaler, Ötztaler und Ortler-Alpen, in der Brenta den Hohen Tauern und im Kaisergebirge.
Zillertaler Alpen
- Berliner Hütte
- Furtschaglhaus
- Olpererhütte (bis 1901 Sektion Prag, dann Berlin, ab 2004 Sektion Neumarkt/Oberpfalz)
- Friesenberghaus (bis 1934 Alpenverein Berlin, bis 1968 Sektion Donauland, ab 1968 Sektion Berlin)
- Rifflerhütte (bis 1901 Sektion Prag, dann Berlin, 1945 durch eine Lawine zerstört)
- Gamshütte (zunächst privat, ab 1932 Sektion Kurmark, ab 1956 Sektion Berlin, ab 1993 Sektion Otterfing)

Ötztaler Alpen
- Hohenzollernhaus (Sektion Hohenzollern, seit 1956 Sektion Berlin, ab 1978 Sektion Starnberg)
- Hochjoch-Hospiz (Sektion Brandenburg, seit 1956 Sektion Berlin)
- Martin-Busch-Hütte (Sektion Brandenburg, seit 1956 Sektion Berlin)
- Brandenburger Haus (Sektion Brandenburg, seit 1956 Sektion Berlin)

Kaisergebirge
- Gaudeamushütte (ursprünglich Akademische Sektion, seit 1927 Sektion Berlin, ab 2000 Sektion Main-Spessart)

Hohe Tauern
- Habachhütte (1915 durch eine Lawine zerstört)

Ortler-Alpen
- Ortler-Hochjochhütte (1915 durch Kriegseinwirkung zerstört)

Brenta
- Tuckettpasshütte (1920 enteignet)

## Gruppen
Eine der ersten Gruppen in der Sektion Berlin war die 1884 gegründete Zwanglose Vereinigung von Hochtouristen unter der Leitung des Theaterschriftstellers und Alpinisten Leon Treptow, die der Planung und Durchführung schwerer Hochtouren diente. Daneben gab es seit 1888 eine Schuhplattl- und Sangesgruppe, sowie ein Wandergruppe, deren Ziele in der Umgebung Berlins lagen. In den 1920er Jahren entstanden eine Gesellige Gruppe, eine Schneeschuhgruppe (gemeint ist Ski) mit 40 Mitgliedern, und 1925 nach Maßgabe des Zentralvereins eine eigene Jugendgruppe, genannt Jungmannschaft der Sektion Berlin, die zunächst etwa 80, 1926 bereits 157, vorwiegend Oberstufenschüler aus Berliner Gymnasien Mitglieder hatte. 1930 kam eine Jungmädchengruppe mit 14 Teilnehmerinnen hinzu, später in den 1930er Jahren bildete sich noch eine Gymnastikgruppe. Nach dem Krieg entstand eine Film- und Fotogruppe, die neben der Durchführung von Vorträgen auch das noch vorhandene Bildmaterial aus der Vorkriegszeit sichten und ordnen sollte. Ein Singekreis kam hinzu, der sich dem Volkslied verbunden fühlte, eine Klettergruppe und die Gruppe Spree-Havel, die vorher eine eigene Alpenvereinssektion war.